# 罗伯特·博克

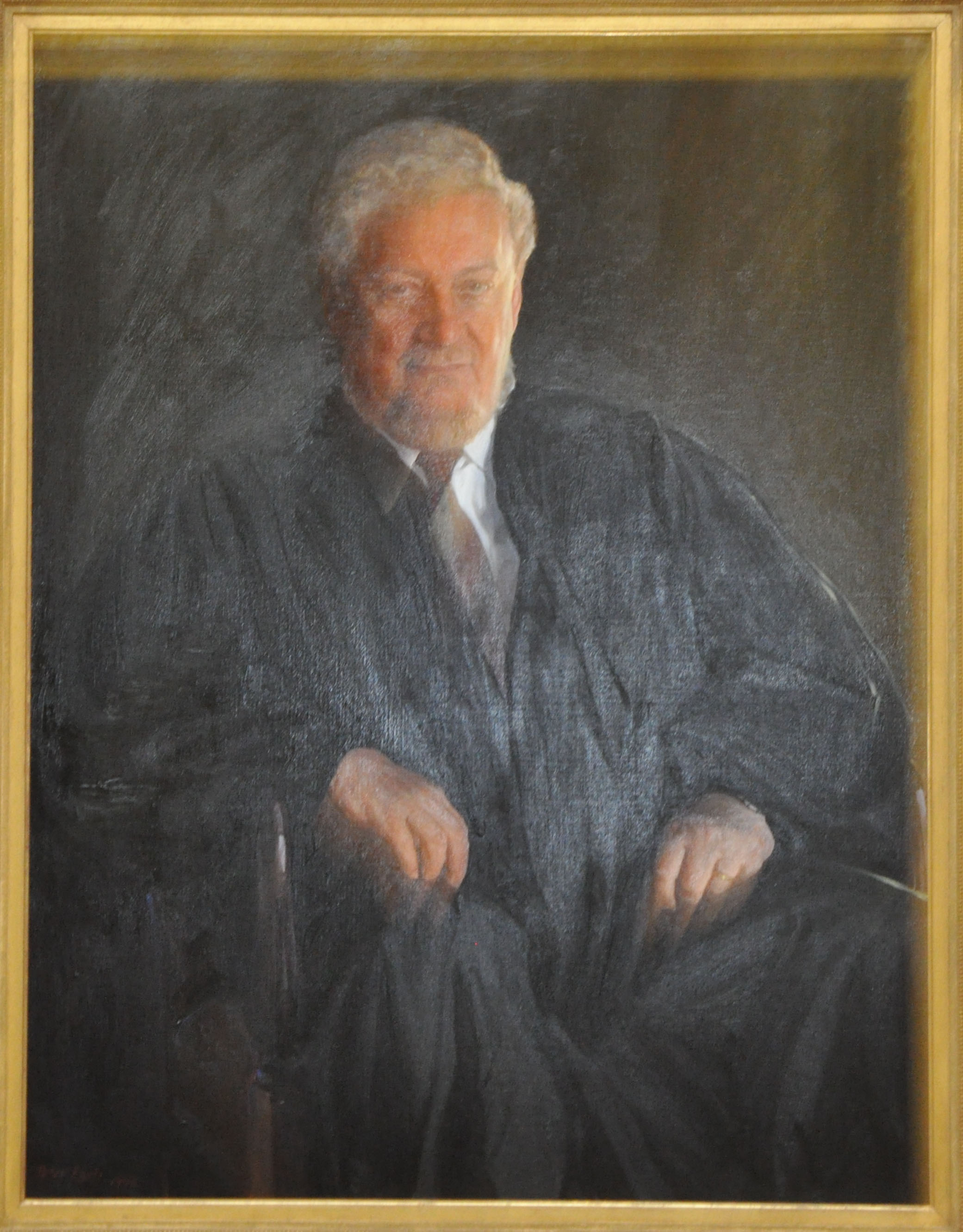
罗伯特·博克

罗伯特·博克 (1927年3月1日 - 2012年12月19日) 是一位美国法律学者，曾於1973年至1977年間担任美國訟務次長。他又于1973年至1974年間代理美國司法部長，并于1982年至1988年擔任美国哥伦比亚特区联邦巡回上诉法院法官。1987年，罗纳德·里根总统提名羅伯特·博克擔任美国最高法院法官，但被美国参议院否决。他也是美国企业研究院和哈德逊研究所的研究员。米特·羅姆尼參選總統期間，羅伯特·博克是米特·羅姆尼的顾问。